# Enfermedad actual
En medicina, la enfermedad actual (comúnmente abreviado EA) es una síntesis que describe en la historia clínica los principales síntomas, trastornos o preocupación principal expresada por el paciente en el momento que solicite atención médica. Si el paciente es incapaz de expresarse, el profesional médico suele anotar suposiciones basadas en información de los cuidadores, familiares y la observación inicial.
Al hacer una consulta médica, los pacientes suelen tener una lista de los principales síntomas o queja(s) que desean ser investigados o manejados por el profesional de la salud, quien suele asociar un diagnóstico basado en parte en la enfermedad actual.
La enfermedad actual se escribe desde la perspectiva y el lenguaje del paciente y no es estrictamente considerado un lugar para anotar términos médicos. Dependiendo de la situación y la preferencia del proveedor, la enfermedad actual puede resumirse de acuerdo con un sistema estándar de codificación o por escrito en las propias palabras del paciente. Cualquiera sea el sistema utilizado, la EA correctamente registrada debe representar la explicación del porque el paciente acudió a ver al médico.
En el ámbito de la atención primaria, la EA generalmente incluye el cuidado preventivo al que ha estado expuesto el sujeto, incluyendo trastornos mentales.